# تخصیص (حقوق)
تخصیص (انگلیسی: Appropriation)و تخصیص حکومتی به عمل کنار گذاشتن چیزی برای استفاده از آن در یک کاربرد خاص با مستثنا کردن همه دیگر کاربردها است.
معمولاً این مفهوم به مشخص کردن پول برای کاربردهای خاص در بافتار بودجه یا لایحه خرج کردن از سمت قوه مقننه گفته می‌شود.